# Nyssodrysternum promeces
Nyssodrysternum promeces är en skalbaggsart som först beskrevs av Bates 1864.  Nyssodrysternum promeces ingår i släktet Nyssodrysternum och familjen långhorningar. Inga underarter finns listade i Catalogue of Life.